# Museum of the African Diaspora

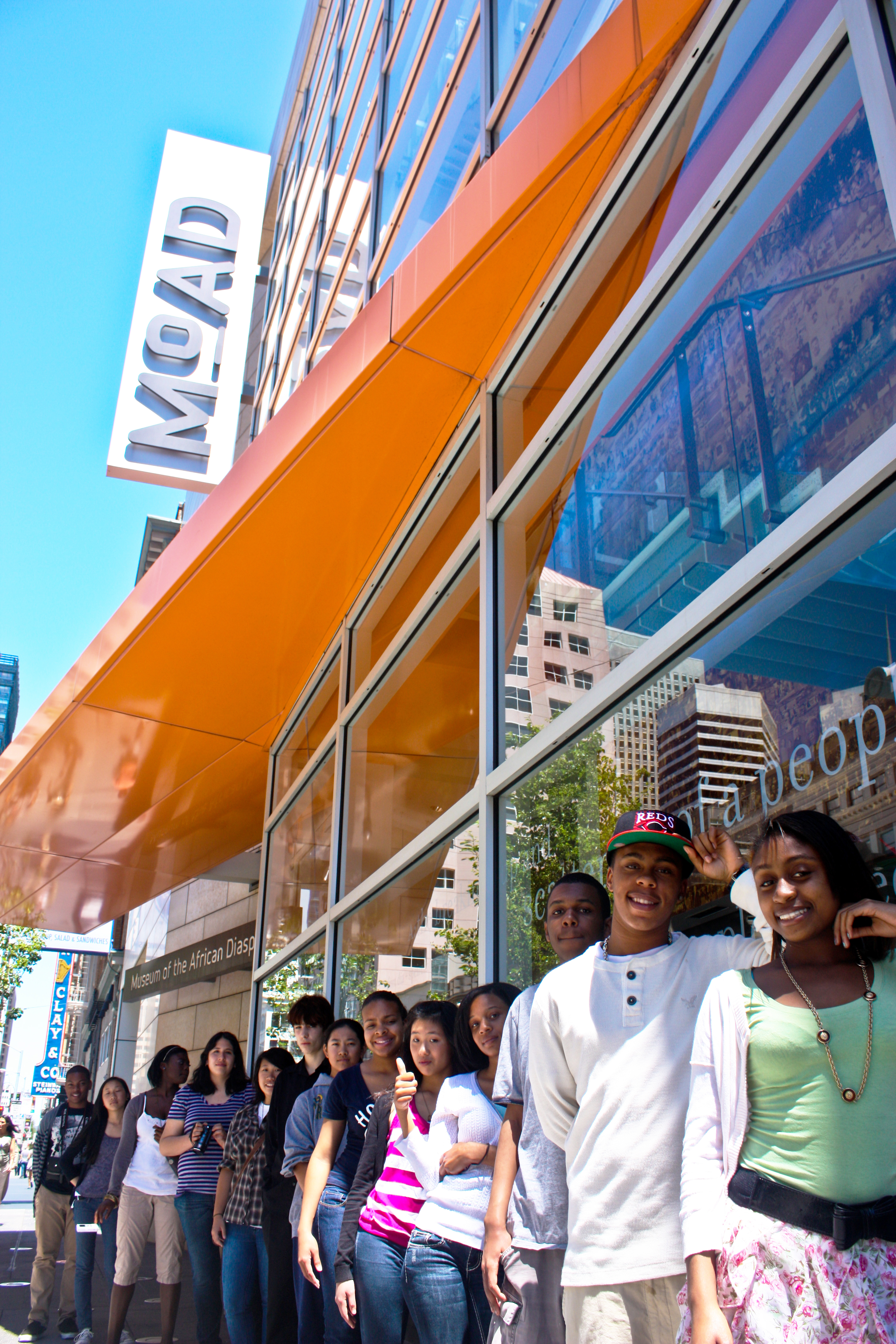
Museum, 2011

Das Museum of the African Diaspora (kurz: MoAD) in  San Francisco wurde 2005 eröffnet.
Das Museum präsentiert die  in Afrika liegenden Wurzeln der Menschheit, den transatlantischen Sklavenhandel, seine Auswirkungen auf die Verbreitung der afrikanischen Diaspora in den Vereinigten Staaten sowie die Übernahme aber auch die Veränderung der sozialen und kulturellen Lebensvollzüge durch die Mitglieder der afrikanischen Diaspora.